# Ала (демон)
Ала или хала — демон из мифологии и фольклора южных славян. Ала считается демоном природных бедствий, целью которого является направлять грозовые тучи и град в сторону полей, чтобы уничтожить урожай.

## Происхождение названия
Название ала происходит от греческого слова халази (греч. χαλάζι, с греч. — «град»).
В некоторых регионах можно встретить и другие названия.

## Описание в мифологии и фольклоре
Согласно некоторым традициям[каким?], ала — демоническое существо, атмосферное явление с красными крыльями, иногда описываемое как антропоморфное. Также упоминается[где?], что он может появиться в виде большого орла во время шторма. По другим традициям[каким?] ала изображается в виде худого, прожорливого, бледного человека, пожирающего чужой урожай с полей, садов и виноградников.
По народному поверью, когда змея достигает ста лет, она становится алой.
В народных поверьях упоминается, что ала умеет нападать на Солнце и Луну с намерением уничтожить или поглотить их и вызвать конец света (Это описание поведения ала очень похоже на поведение дракона). Так, согласно традициям, затмение Солнца или Луны происходит, когда ала накрывает его своими крыльями. Потом она начинает его кусать, и он краснеет, потому что из его ран начинает течь кровь. В этой битве Солнце ярко светит и прогоняет ала, тем самым побеждая его. Во время затмения люди часто имели привычку сильно шуметь (кричать, стучать по различным предметам, звонить в колокола и т. д.), стрелять из ружья в сторону затмения или непрерывно реветь, чтобы отогнать ала.